# Cantonul Lanta
Cantonul Lanta este un canton din arondismentul Toulouse, departamentul Haute-Garonne, regiunea Midi-Pyrénées, Franța.

## Comune
- Aigrefeuille
- Aurin
- Bourg-Saint-Bernard
- Lanta (reședință)
- Lauzerville
- Préserville
- Sainte-Foy-d'Aigrefeuille
- Saint-Pierre-de-Lages
- Tarabel
- Vallesvilles